# Grind – Sex, Boards & Rock’n’Roll
Der Film Grind – Sex, Boards & Rock'n'Roll ist eine US-amerikanische Komödie aus dem Jahr 2003. Er handelt von den vier jungen ehrgeizigen Amateur-Skatern, Eric Rivers, Dustin Knight, Matt Jensen und Sweet Lou Singer, die versuchen von der Skater-Legende Jimmy Wilson entdeckt zu werden.

## Handlung
Nach der abgeschlossenen High School können es die meisten kaum erwarten auf das College zu kommen. Nicht jedoch der Skateboarder Eric Rivers. Er will von der Skateboard-Welt entdeckt werden, um davon leben zu können. Also nimmt er sich mit seinen beiden Skaterfreunden, dem Workaholic Dustin und dem Außenseiter Matt, vor von der Skater-Legende Jimmy Wilson entdeckt zu werden. Als dieser auf seiner Tournee in ihrer Stadt Halt macht, um seine Skater-Show vorzuführen, bekommen sie jedoch nicht die Chance ihm zu beweisen, wie gut sie sind.
Daraufhin gründen sie ein Vierer-Team, dem sich der Frauenheld Sweet Lou anschließt, um der landesweiten Tournee von Jimmy hinterherzufahren. Dabei wollen sie Jimmy davon überzeugen, dass sie das Zeug zu professionellen Skatern haben. Der Weg führt sie dabei von Chi-Town nach Santa Monica, wo sie den Trip ihres Lebens erleben.

## Auftritte bekannter Persönlichkeiten
Der auch als Skateboarder aktive MTV-Darsteller Bam Margera spielt in mehreren Szenen sich selber. Bei den Skateboard-Veranstaltungen im Film treten außerdem die Profi-Skater Kareem Campbell und Bucky Lasek auf.

## Kritik
Die Kritiken waren zum größten Teil negativ. Das Lexikon des internationalen Films bezeichnet den Erstlingsfilm des Regisseurs als „einfallslose, vor Klischees und zotenhaften Gags strotzende Teenie-Komödie, die auch durch die Skate-Sequenzen nicht an Reiz gewinnt.“ Die Zeitschrift TV Spielfilm fand in dem Werk: „wenig Fun, viele Fäkalien“.
Auch die US-Kritiken waren durchweg negativ. Brian Webster vom Apollo Movie Guide empfindet den Film als „eine langweilige, schluderige Produktion.“ Stephen Holden von der New York Times beklagt, der Film habe „keine Geschichte“ und nur „stereotype Rollen,“ Claudia Puig von USA Today bemängelt, der Film produziere auch durch „den Überfluß an geschmacklosem Humor keine Lacher.“ Nur Kevin Crust von der Los Angeles Times konnte dem Film noch etwas Positives abgewinnen. Der Film habe „genug ehrliche Momente“, sei aber „nicht lustig genug.“